# Gerace
Gerace – miejscowość i gmina we Włoszech, w regionie Kalabria, w prowincji Reggio Calabria.
Według danych na rok 2004 gminę zamieszkuje 3007 osób, 107,4 os./km².
Gerace jest osadą położoną na szczycie skalnego wzgórza, sięgającego 470 m powyżej poziomu morza. Jej nazwa pochodzi od greckiego słowa Ierax (krogulec). Legenda głosi, że uciekający w 915 przed Saracenami mieszkańcy wybrzeża Morza Jońskiego wyprowadzeni zostali na miejsce górujące nad okolicami Locri i tam założyli swoje miasto. Istnieją również poglądy, że nazwa miejscowości pochodzi od starobizantyjskiego imienia Aghia Kiriaki (św. Kiriak lub Cyriak), lub od Jerà Akis (święty szczyt).
Według danych archeologicznych teren ten zasiedlony był już od neolitu. W X wieku przed naszą erą żyła tu protoitalska ludność miejscowa, zwana Situli, która koło VIII wieku przed naszą erą wymieszała się z osadnikami greckimi z kolonii Locride Opunzia. Nieco później Grecy założyli na wybrzeżu miasto Locri Epizefiri, jednak Gerace pozostało nadal zasiedlone.
Z kolei Rzymianie założyli tam obóz wojskowy. Po podboju Włoch przez Bizancjum (VI wiek), miasto nazwane Santa Ciriaca zostało centrum administracyjnym, wojskowym i religijnym. W VIII wieku biskup Cristoforo uczestniczył w soborze nicejskim jako biskup Santa Ciriaca. W 986 miasto na krótko zajęli Saraceni, po czym powróciło ono pod kontrolę Bizancjum, aż do podboju przez Normanów w 1059. Następnie dostało się pod panowanie Królestwa Neapolu. Podczas powstania zwanego nieszporami sycylijskimi, które wybuchło w 1282, Gerace zostało zajęte przez aragońskiego admirała Rogera Laurię. W 1348 weszło w posiadanie rodziny Caracciolos, a pod koniec XVI w. – rodziny Grimaldi.
Po zniesieniu przez Francuzów feudalizmu w 1806, miasto zostało siedzibą władz dystryktu. W XIX wieku na wybrzeżu zbudowano nowoczesne miasto, Gerace Marina, do którego przeniesiono wszystkie urzędy publiczne, tak aby zachować piękno starego miasta. Nazwę Gerace Marina zmieniono w 1934 na Locri.
Głównymi atrakcjami dzisiejszego Gerace są szczątki starego zamku normańskiego oraz doskonale zachowane średniowieczne miasto. Posiadało ono niegdyś 128 kościołów, z których dzisiaj najcenniejszymi są: mały kościółek San Giovannello z X w., katedra normańska z XI w., kościół Santa Maria del Mastro z XI w. oraz kościół św. Franciszka z Asyżu (XIII w.)
Katedra jest największą budowlą kultu religijnego w regionie. Ofiarowana Matce Boskiej Wniebowziętej, została poświęcona w 1045 oraz ponownie w 1222, w obecności Fryderyka II. W ciągu wieków została ona wielokrotnie poddana pracom konserwatorskim, których widoczne ślady pozostawili po sobie Normanowie, nadając jej majestatyczny i surowy wygląd. Obszerne wnętrze bogate jest w dzieła sztuki, przede wszystkim z XVI i XVII wieku. Ołtarz zdobi i dominuje marmurowa rzeźba Matki Boskiej - Madonna, pochodząca z czternastowiecznej szkoły pizańskiej.